# Mortal Kombat 4
Mortal Kombat 4 – gra komputerowa wydana w 1997 roku przez  przedsiębiorstwo Acclaim (przy udziale Midway). Jest to czwarta część cyklu (nie licząc gier pobocznych), a zarazem pierwsza wprowadzającą grafikę 3D.
Autorzy znacznie ograniczyli liczbę postaci oraz map występujących w grze w porównaniu z Mortal Kombat Trilogy. W zamian dodano szereg nowych ciosów, a także wprowadzono nowe rodzaje broni.

## Najważniejsze zmiany względem poprzednich części
- Grafika trójwymiarowa.
- Szereg nowych postaci (Shinnok, Kai, Jarek, Tanya, Reiko, Fujin, Quan Chi).
- Każda postać posiada unikalną broń.
- Nowe plansze (wzorowane przede wszystkim na pierwszej i drugiej części gry).
- Jako najważniejsza postać w grze występuje Shinnok – była to bardzo kontrowersyjna zmiana, ze względu na to, iż postać tę można wybrać od początku gry i pokonanie jej w walce jest bardzo łatwe. We wcześniejszych częściach ostatnią postacią do pokonania był Shang Tsung lub Shao Kahn.
- Znacznie usprawniono i rozbudowano tryb tzw. combosów czyli ciosów zadawanych z rzędu.
- Poprawiono płynność gry.

## Mortal Kombat Gold
Wydana w 1999 roku przez firmę Midway konwersja gry Mortal Kombat 4 na Dreamcasta. Gra została wydana z przymiotnikiem Gold – a więc tytuł sugerował, iż zostały wprowadzone zmiany względem pecetowej wersji. Dodano 5 nowych postaci: Cyrax, Kung Lao, Baraka, Mileena, Kitana oraz jedną ukrytą: Sektor. Oprócz tego autorzy przygotowali trzy nowe mapy. Poważną zmianą była możliwość wybrania broni przed walką. Gra nie doczekała się oficjalnej wersji na PC.

## Mortal Kombat 4 Enhanced
Jest to fanowski dodatek do gry Mortal Kombat 4. Wprowadza parę nowych postaci – m.in. Kitanę i Kung Lao, a także wprowadza kosmetyczne poprawki do wyglądu innych zawodników. Oprócz tego dodatek zmienia parę tekstur, dodaje jedną nową planszę a także zawiera szereg mniej istotnych zmian – jak choćby możliwość gry z Goro na innych arenach aniżeli Goro's Lair.